# Elijah Mutai
Elijah Chemwolo Mutai (1 april 1978) is een Keniaanse atleet, die is gespecialiseerd in de marathon.

## Loopbaan
Mutai won de marathon van Chuncheon in 2003, 2005 en 2006. Zijn persoonlijk record stelde hij in 2005 in deze wedstrijd op 2:09.27.
In 2002 werd hij negende op de marathon van Berlijn in 2:10.41. In 2003 werd hij zevende op de marathon van Seoel. Op de marathon van Turijn in 2004 behaalde hij een zesde plaats en 2005 werd hij zesde op de marathon van Rotterdam.

## Persoonlijk record
| Onderdeel | Prestatie | Datum           | Plaats    |
| --------- | --------- | --------------- | --------- |
| marathon  | 2:09.27   | 23 oktober 2005 | Chuncheon |

## Palmares

### 10 km
- 2005: 5e Aleelauf in Mettenheim - 32.10

### halve marathon
- 2004: 4e halve marathon van Dobsonville - 1:06.44

### marathon
- 2001: 4e marathon van Enschede - 2:13.53
- 2002:  marathon van Chunju - 2:15.34
- 2002: 9e marathon van Berlijn - 2:10.41
- 2003: 7e marathon van Seoel - 2:12.37
- 2003:  marathon van Caen - 2:19.00
- 2003:  marathon van Chuncheon - 2:13.54
- 2004: 6e marathon van Turijn - 2:14.18
- 2004:  marathon van Chuncheon - 2:14.31
- 2005: 6e marathon van Rotterdam - 2:10.26,8
- 2005:  marathon van Chuncheon - 2:09.27
- 2006:  marathon van Chuncheon - 2:13.46
- 2007:  marathon van Zhengzhou - 2:13.20
- 2007: 5e marathon van Chuncheon - 2:17.01
- 2007:  marathon van Taipei - 2:18.03
- 2008: 6e marathon van Dublin - 2:15.54
- 2009: 11e marathon van Incheon - 2:22.36